# Achromobacter
Achromobacter es un género de bacterias gramnegativas de la familia Alcaligenaceae. Su etimología hace referencia a bacteria sin color. Son bacterias aerobias y en general móviles por flagelación perítrica. Suele formar colonias lisas y no pigmentadas. En general son catalasa y oxidasa positivas. La mayoría de especies se han aislado de muestras clínicas humanas, principalmente de origen respiratorio y en pacientes con fibrosis quística. Aun así, también se ha relacionado con muchos otros tipos de infecciones. Por otro lado, también se encuentra en suelos.

## Taxonomía
Gracias a técnicas moleculares de MLST, se observó una marcada diversidad de cepas de Achromobacter, definiendo así 14 genogrupos que posteriormente, algunos de ellos se han ido elevando al rango de especie:
- Genogrupo 2: Achromobacter insuavis.
- Genogrupo 4: Achromobacter mucicolens.
- Genogrupo 5: Achromobacter aegrifaciens.
- Genogrupo 6: Achromobacter animicus.
- Genogrupo 7: Achromobacter anxifer.
- Genogrupo 10: Achromobacter marplatensis (sinónimo de Achromobacter spiritinus).
- Genogrupo 11: Achromobacter pulmonis.
- Genogrupo 14: Achromobacter dolens

Actualmente hay 20 especies descritas de Achromobacter:
- Achromobacter aegrifaciens
- Achromobacter agilis
- Achromobacter aloeverae
- Achromobacter animicus
- Achromobacter anxifer
- Achromobacter deleyi
- Achromobacter denitrificans
- Achromobacter dolens
- Achromobacter insolitus
- Achromobacter insuavis
- Achromobacter kerstersii
- Achromobacter marplatensis
- Achromobacter mucicolens
- Achromobacter pestifer
- Achromobacter piechaudii
- Achromobacter pulmonis
- Achromobacter ruhlandii
- Achromobacter spanius
- Achromobacter veterisilvae
- Achromobacter xylosoxidans